# Câine de vânătoare

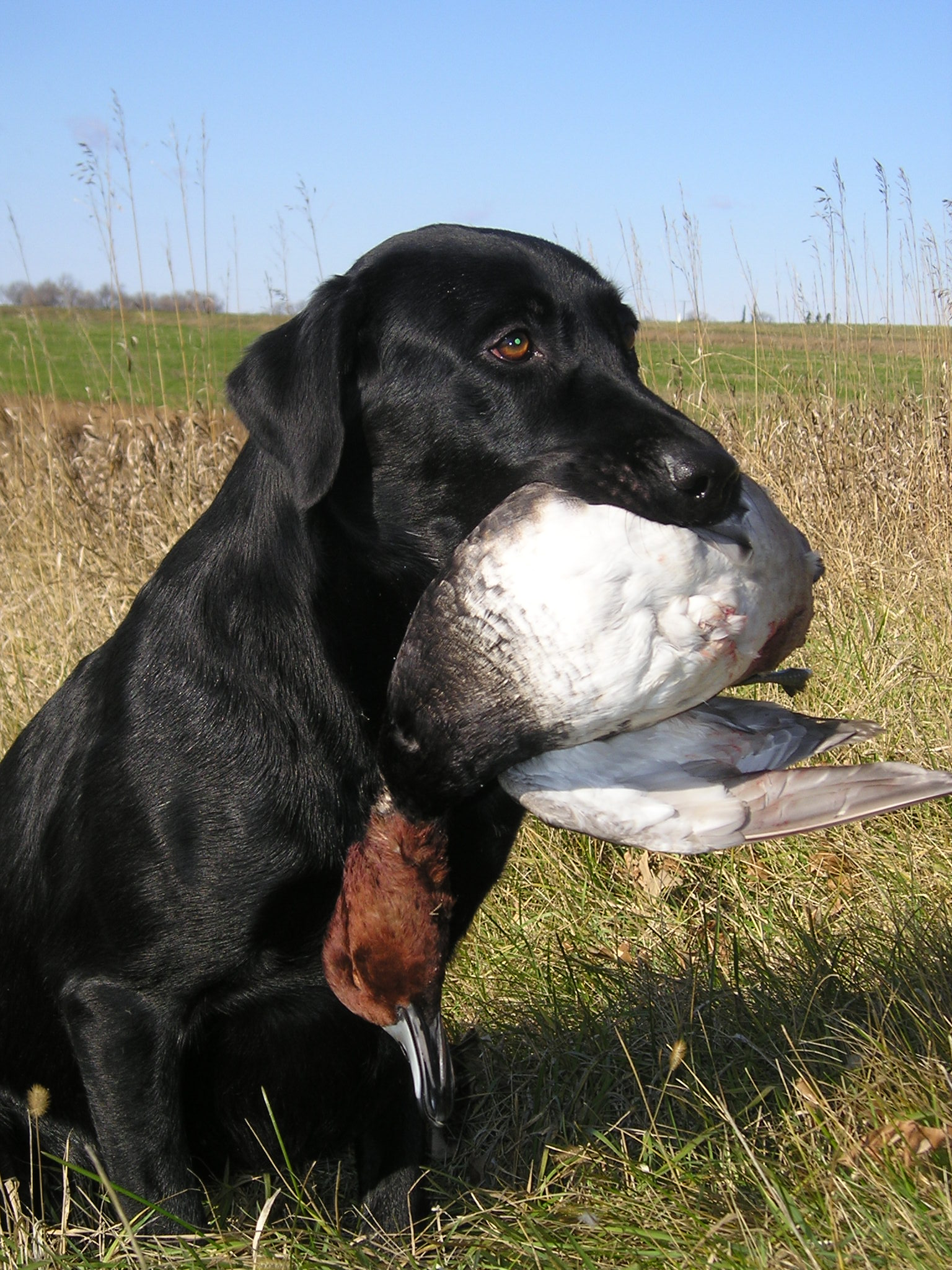
Câine de vânătoare

Câinele de vânătoare este un câine selectat și folosit de om ca ajutor la vânătoare. Sub această denumire se subînțelege o grupă de rase de câini, care sunt folosiți la aportare, sau urmărire a vânatului. Cel mai frecvent câine folosit la vânătoare era rasa bracke. Folosirea câinilor la vânătoare este precizată pe regiuni și sezon în regulamentul vânătorilor. 